# Bryce Dallas Howard
Bryce Dallas Howard (Los Ángeles, California, 2 de marzo de 1981) es una actriz, guionista y directora estadounidense. Howard asistió a la Tisch School of the Arts de la Universidad de Nueva York; yéndose inicialmente en 2002 para asumir papeles en Broadway, pero se graduó oficialmente en 2020. Su primer papel cinematográfico fue en Parenthood de 1989, dirigida por su padre Ron Howard. 
Mientras interpretaba a Rosalinda en una producción de 2003 de Como gustéis, Howard llamó la atención del director M. Night Shyamalan, quien la eligió como la hija ciega de un jefe local en el thriller psicológico, The Village (2004). Más tarde protagonizó el papel principal de una náyade que escapa de un mundo de fantasía en el thriller de fantasía de Shyamalan, Lady in the Water (2006).
La actuación de Howard en la película As You Like It (2006) de Kenneth Branagh le valió una nominación al Globo de Oro y posteriormente apareció como Gwen Stacy en la película de superhéroes Spider-Man 3 (2007) de Sam Raimi. Luego apareció como Kate Connor en la película de acción Terminator Salvation (2009) y como Victoria en la película de fantasía The Twilight Saga: Eclipse (2010), los cuales tuvieron éxito financiero pero obtuvieron críticas mixtas. Los papeles de Howard como una novia «de buen tiempo» en la comedia dramática 50/50 (2011) y como una socialité racista en el drama de época The Help (2011) le valieron elogios.
El reconocimiento de Howard se amplió cuando coprotagonizó como Claire Dearing en la película de aventuras Jurassic World (2015) y sus secuelas Jurassic World: el reino caído (2018) y Jurassic World: Dominion (2022), las dos primeras de las cuales se clasifican como sus películas de mayor éxito comercial. También interpretó a un guardabosques en la película de aventuras Pete's Dragon (2016) y a Sheila Dwight, la madre de Elton John, en la película biográfica Rocketman (2019). El trabajo de Howard como directora incluye el documental Dads (2019), episodios de la serie de fantasía espacial de Disney+, The Mandalorian (2019–) y El libro de Boba Fett (2022). Está casada con el actor Seth Gabel, con quien tiene dos hijos.

## Temprana edad y educación
Bryce Dallas Howard nació el 2 de marzo de 1981 en Los Ángeles, California, hija de la escritora Cheryl Howard y del actor y director Ron Howard. Tiene dos hermanas menores; las gemelas Jocelyn y Paige, y un hermano menor llamado Reed. A través de su padre, Bryce es nieta de los actores Rance Howard y Jean Speegle Howard, así como sobrina del actor Clint Howard. Su padrino es el actor Henry Winkler, quien coprotagonizó con su padre la serie de televisión de comedia estadounidense Días felices de las décadas de 1970 y 1980.
Howard se crio en el condado de Westchester, Nueva York, y en una granja en Greenwich, Connecticut. Howard y sus hermanos se criaron lejos del mundo del espectáculo; sus padres no les permitían acceder a la televisión, y en su lugar alentaron las actividades al aire libre y los pasatiempos. A la edad de siete años, se le permitió ser extra en las películas de su padre. En una aparición en 2017 en Watch What Happens Live con Andy Cohen, dijo que ella y sus hermanos fueron cuidados por un amigo de la familia, Tom Cruise, en varias ocasiones.
Howard comenzó a formarse como actriz en Stagedoor Manor, un campamento de artes escénicas en el norte del estado de Nueva York, junto a Natalie Portman. Howard asistió a la escuela diurna de Greenwich Country hasta 1996, y se graduó de la escuela secundaria Byram Hills en 1999, después de lo cual estudió durante tres años en la Tisch School of the Arts de la Universidad de Nueva York (NYU), tomando clases en el Stella Adler Studio of Acting, el ala del teatro experimental, y el Taller Internacional de Teatro en Ámsterdam. Durante su escolarización, Howard participó en la grabación conceptual del musical de Broadway, A Tale of Two Cities. Se ausentó de la NYU para desempeñar funciones sin completar su título. Décadas más tarde, regresó a NYU y completó su título en 2020.
Howard también es alumna de la escuela Steppenwolf Theatre Company en Chicago y del Actors Center en la ciudad de Nueva York. Durante su estadía en Nueva York, Howard también fue miembro del Theatre Mitu, una compañía que estuvo una residencia en el Taller de teatro de Nueva York, que es conocida por su exploración de formas teatrales.

## Carrera

### 1989–2006: primeros papeles y éxito cinematográfico
Howard hizo su debut actoral como un extra desacreditado en 1989 en la comedia dramática Parenthood. También fue un extra en la película dirigida por su padre y aclamada por la crítica Apolo 13 (1995) y en la producción de Universal Estudios, El Grinch (2000). Durante varios años, Howard apareció en producciones teatrales de la ciudad de Nueva York; su repertorio incluía a House & Garden–una producción de Alan Ayckbourn de 2002 celebrada en el Manhattan Theatre Club– y Tartufo, una comedia teatral representada en el Teatro American Airlines. En 2003, Howard actuó como Rosalinda en la comedia de William Shakespeare, As You Like It en Teatro Público, donde llamó la atención del director de cine M. Night Shyamalan, quien dos semanas después y sin una audición, la eligió para su thriller de fantasía The Village (2004). Howard interpretó a la protagonista femenina Ivy, la hija ciega del jefe, frente al interés amoroso de Ivy, Joaquin Phoenix. La película fue un éxito comercial pero recibió críticas mixtas. Su actuación fue elogiada por la crítica y Howard fue nominada a varios premios.

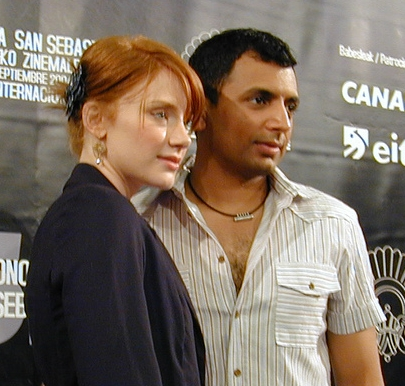
Howard en 2006 con M. Night Shyamalan en el Festival Internacional de Cine de San Sebastián.

Lars von Trier luego eligió a Howard para reemplazar a Nicole Kidman en Manderlay (2005), la secuela de Dogville (2003); ella repite el papel de Kidman como Grace Mulligan, una mujer idealista que se queda en una plantación en la zona rural de Alabama y luego intenta ayudar en una revuelta contra los dueños de esclavos. La película obtuvo críticas mixtas. Howard se reunió con Shyamalan para Lady in the Water (2006), un drama de fantasía en el que interpreta a Story, un ser parecido a una náyade de un cuento para dormir, junto a Paul Giamatti, un superintendente de edificios de Filadelfia que descubre a Story en una piscina. La película tuvo un rendimiento inferior en la taquilla, no logró recuperar su presupuesto y fue criticada en gran medida de forma negativa. Howard nuevamente interpretó a Rosalinda en la adaptación cinematográfica de Kenneth Branagh de 2006 de As You Like It de Shakespeare, que se estrenó en cines en Europa antes de estrenarse en HBO en los Estados Unidos. La película fue recibida negativamente por los medios británicos, pero la cobertura de la prensa estadounidense fue positiva. Howard fue nominada a un Globo de Oro como la mejor actriz de miniserie o telefilme en la 65.ª edición de los Globos de Oro por su papel. Ese año, escribió y dirigió un cortometraje llamado Orchids como parte de la serie «Reel Moments» de la revista Glamour, que fue financiada por Cartier y FilmAid International.

### 2007-presente

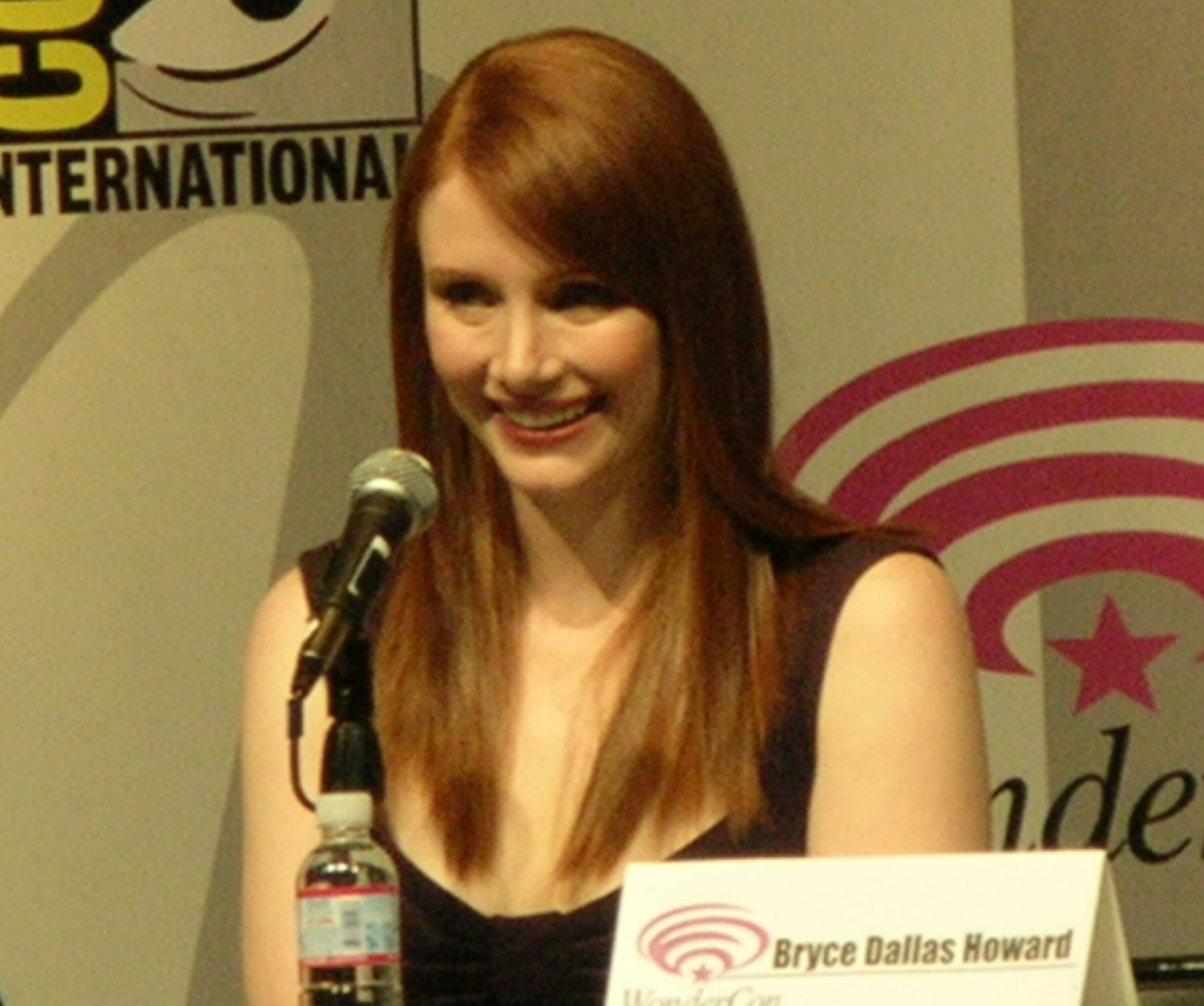
Howard en la Wonder Con de 2009.

En 2007, Howard protagonizó su primer gran éxito, Spider-Man 3, una película de superhéroes, protagonizando junto a Tobey Maguire y Kirsten Dunst. Adaptado de la Marvel Comics, y la última película que Sam Raimi dirigió para la serie, Bryce interpretó a la compañera de clase de Peter Parker, Gwen Stacy, un favorito de los fanes. La intención que tenía el papel era recordar a los aficionados, que fue el primer amor de Peter en los cómics, sin embargo, quedó como "la otra mujer" en la película. Bryce se tiñó el pelo de rubio, naturalmente rojo, para el papel y realizó muchas de sus propias escenas de riesgo, sin saber que estaba embarazada de varios meses. La película recaudó en total US $ 890 millones, es su película más rentable y la más taquillera de la trilogía.Tras haber interpretado a Gwen Stacy en Spider-Man 3, se había confirmado que en una cuarta película del superhéroe, Howard repetiría su papel. Cuando se anunció la cancelación de dicha película, lo pensado no pudo realizarse. La película de ciencia ficción, Terminator Salvation (2009) fue su siguiente proyecto. Confirmada para el papel en junio de 2008, en sustitución de Charlotte Gainsbourg como Kate Connor. Ambientada en 2018, la película sigue a un grupo de supervivientes liderado por John Connor que luchan para evitar que unas máquinas destruyan toda la humanidad. Se recaudó un total de US $ 370 millones, pero no fue bien recibido. Un crítico la calificó de "Un caótico, ensordecedor, la inteligencia- desastrosa insultante, un fracaso aplastante en casi todos los cargos."
Bryce hizo el papel del personaje principal en The Loss of a Teardrop Diamond (2009). Basado en un guion de 1957 por Tennessee Williams, que no fue interpretado en muchos teatros.
Un gran punto de su carrera fue la interpretación del papel de Victoria, una vampiresa en búsqueda de venganza, en la tercera entrega de la saga de Crepúsculo, The Twilight Saga: Eclipse (2010), película de vampiros románticos de Summit Entertainment basada en los libros de Stephenie Meyer. Ella consiguió el papel después de que Rachelle Lefevre fuera apartada del rodaje debido a un conflicto de programación en julio de 2009. El film fue dirigido por David Slade y el rodaje comenzó en agosto de 2009. Estrenada en cines el 30 de junio de 2010, se estableció un nuevo récord para la apertura más grande de la medianoche en el país en la historia de la taquilla, por lo que recaudó alrededor de US $ 30 millones en más de 4.000 salas y encabezó la taquilla de fin de semana. En total, Eclipse recaudó casi US $ 700 millones. Los comentarios de los medios de comunicación fueron polarizados, pero a los críticos les gusto la interpretación del papel de Bryce.
En diciembre de 2009, fue elegida para la película Más allá de la vida (2010) de Clint Eastwood interpretando el papel de Melanie que tenía un interés creciente en el amor del personaje de Matt Damon. Cuando Howard leyó por primera vez el guion se interesó por él, luego de haber sido atraída por el personaje central (Matt Damon) - un hombre solitario con la capacidad de hablar con la persona fallecida. Ella dijo al respecto: "Se trata de algo personal para mí, porque una gran cantidad de miembros de mi familia en realidad tienen esa capacidad. Es como un don."
A principios de enero de 2011, se convirtió en primera embajadora celebridad para la bolsa de la diseñadora Kate Spade. Su primera película del 2011 fue The Help, la adaptación cinematográfica de la novela best-seller del mismo nombre escrita por Kathryn Stockett en el año 2009, la que protagonizó junto a Emma Stone, Viola Davis, Octavia Spencer, y Jessica Chastain. La película se centró en los empleados afroamericanos de funcionarios blancos y ricos en Misisipi antes de la era de los derechos civiles. Howard se asoció con su padre para ayudar a producir la película dirigida por Gus Van Sant, Restless, acerca de la oscura llegada a la adolescencia de un chico y una chica que son absorto con la muerte. Bryce tuvo un papel secundario junto a Seth Rogen en la comedia dramática acerca del cáncer 50/50, basada en una historia real. Declaró sobre esta película: "Se está mostrando la experiencia a través de una muy veraz lente de humor." Ambas películas se lanzaron en septiembre de 2011. Ese año anunció que estaría dirigiendo una película llamada The Originals. Howard coescribió el guion con su cuñado Dane Charbonneau y lo describió como "el Breakfast Club de mi generación". Esto marcaría su debut como directora.
Howard dirigió el corto When You Find Me, un social-film que se desarrolla a través de una colaboración con Canon. La película fue desarrollada bajo la premisa de reunir la inspiración a través de imágenes seleccionadas de un concurso de fotografía. Más de 96 000 entradas fueron aceptadas, mientras que solamente ocho imágenes finales fueron seleccionados para ser utilizada para la producción de la película.
El 27 de septiembre de 2013 se presenta como candidata a protagonizar la película Jurassic World, siendo contratada oficialmente a principios de noviembre.

## Vida personal

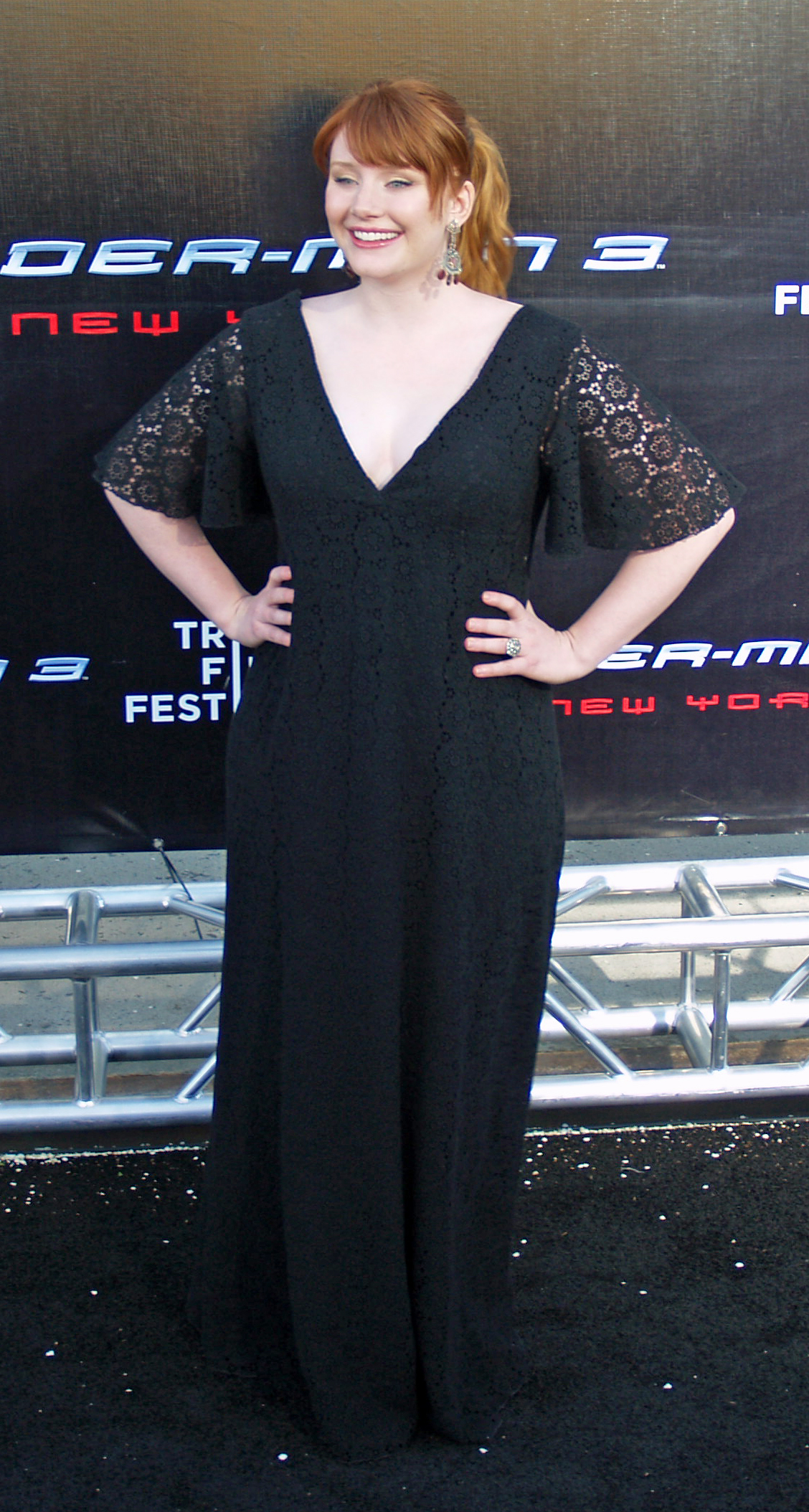
Bryce en la premier de Spider-Man 3.

Se volvió vegetariana cuando Joaquin Phoenix, su compañero en The Village, le mostró un documental sobre la crueldad con los animales. Sin embargo, en agosto de 2006, Howard dijo que había cambiado su dieta vegetariana con el fin de ayudar a aumentar sus niveles de aminoácidos en la preparación de su embarazo. Debido a una rara condición médica que desarrolló después de su embarazo, ahora come carne. También se considera un poco supersticiosa.
Durante su último año de escuela secundaria, Bryce cayó enamorada del existencialismo."Yo estaba como, '¡Eso es! Ésta es mi religión. "Nunca había sentido una conexión a cualquier tipo de espiritualidad, antes de eso era muy básica. - Eres responsable de las opciones que eliges -. Pero fue alucinante a la vez."
Su hobby es escribir y es buena amiga de Kirsten Dunst, Natalie Portman, Jake Gyllenhaal y Chris Pratt.
Howard ha dicho que se "asustó" por "la escena de Hollywood" y nunca ha tomado un sorbo de alcohol en toda su vida. Acredita que tomó esta decisión debido a los efectos negativos del alcoholismo en su familia. Bryce recuerda: "Cuando yo estaba en la escuela secundaria, nunca iba a las fiestas porque me daba vergüenza decir que no. Por lo tanto, casi no tenía ningún grupo social."

### Matrimonio y familia
Bryce Howard está casada con el actor Seth Gabel desde el 17 de junio de 2006 con quien ahora vive en Hollywood, California. Se conocieron en la Universidad de Nueva York y salieron durante cinco años. Bryce solamente había tenido un novio anterior y afirma haber perseguido a Gabel vigorosamente después de haberlo conocido. La pareja había planeado formar una familia juntos a los 30 años. Sin embargo, siete días después de su boda, ella se enteró de que estaba esperando su primer hijo. Dio a luz a su hijo, llamado Theodore Norman Howard-Gabel, apodado Theo, el 17 de febrero de 2007. El padrino de Theo es el actor Josh Gad. Howard admitió más tarde que sufrió depresión postparto. Tuvo dificultad para la lactancia materna, la cual resultó ser más dolorosa que la que experimentan el parto natural y muchas veces lloraba en la ducha. En lugar de referirse a su hijo por su nombre, le llamaba "eso". Con la combinación de los tratamientos farmacológicos y sesiones con un médico y un terapeuta, se sobrepuso a la depresión, que se prolongó durante unos 18 meses. Bryce habló de la depresión en el año 2010.

¿Que quisiera no haber sufrido nunca depresión post-parto? Por supuesto. Pero negar la experiencia es negar lo que soy. Todavía lloro la pérdida de lo que podría haber sido, pero también siento una profunda gratitud por los que estaban allí por mí, por la lección de que no debemos tener miedo de pedir ayuda, y por la sensación del verano que aún permanece.

Bryce dio a luz al segundo hijo de la pareja, esta vez niña, llamada Beatriz Jean Howard-Gabel, el 19 de enero de 2012.

## Filmografía
| Año  | Título                                    | Personaje                       | Notas              |
| ---- | ----------------------------------------- | ------------------------------- | ------------------ |
| 1989 | Parenthood                                | "Extra"                         | No acreditada      |
| 1995 | Apolo 13                                  | "Extra"                         | No acreditada      |
| 2000 | El Grinch                                 | "Extra"                         | No acreditada      |
| 2001 | A Beautiful Mind                          | Estudiante de Harvard           | No acreditada      |
| 2004 | Book of Love                              | Heather                         |                    |
| 2004 | The Village                               | Ivy                             |                    |
| 2005 | Manderlay                                 | Grace                           |                    |
| 2006 | Lady in the Water                         | Story, la Ninfa del agua o Närf |                    |
| 2006 | Como gustéis                              | Rosalía                         |                    |
| 2007 | Spider-Man 3                              | Gwen Stacy                      |                    |
| 2008 | Good Dick                                 | "Cameo"                         |                    |
| 2008 | The Loss of a Teardrop Diamond            | Fisher Willow                   |                    |
| 2009 | Terminator Salvation                      | Kate Connor                     |                    |
| 2010 | The Twilight Saga: Eclipse                | Victoria                        |                    |
| 2010 | Más allá de la vida                       | Melanie                         |                    |
| 2011 | The Help                                  | Hilly Holbrook                  |                    |
| 2011 | 50/50                                     | Rachel                          |                    |
| 2012 | The Twilight Saga: Breaking Dawn - Part 2 | Victoria                        | Solamente créditos |
| 2014 | Pant Suits                                | Karen Petraske                  |                    |
| 2015 | Jurassic World                            | Claire Dearing                  | Protagonista       |
| 2016 | Pete's Dragon                             | Grace                           |                    |
| 2016 | Gold                                      | Kay                             |                    |
| 2018 | Jurassic World: El reino caído            | Claire Dearing                  | Protagonista       |
| 2019 | A Dog's Way Home                          | Bella                           |                    |
| 2019 | Rocketman                                 | Sheila Eileen Dwight            |                    |
| 2022 | Jurassic World: Dominion                  | Claire Dearing                  | Protagonista       |
| 2024 | Argylle                                   | Elly Conway                     | Protagonista       |
| 2025 | Deep Cover                                | Kat                             | Protagonista       |

| Año  | Título           | Personaje                                                                                | Notas         |
| ---- | ---------------- | ---------------------------------------------------------------------------------------- | ------------- |
| 2009 | Padre de familia | Voz                                                                                      | Un episodio   |
| 2014 | HitRECord on TV  | Sam (Segmento "So-Called Security") / Anna Abraham (Segmento "Neuroscience documentary") | Dos episodios |
| 2016 | Black Mirror     | Lacie Pound                                                                              | "Nosedive"    |

| Año  | Título  | Personaje | Notas       |
| ---- | ------- | --------- | ----------- |
| 2014 | The Hug | Susana    | Vídeo corto |

| Año       | Título                     | Notas |
| --------- | -------------------------- | --- |
| 2006      | Orquídeas                  | Cortometraje-Reel Moments |
| 2011      | When You Find Me           | Cortometraje. Colaboración con Canon |
| 2013      | Call Me Crazy: A Five Film | Película para televisión. (Segmento "Lucy") |
| 2013      | Claudia Lewis              | Vídeo corto |
| 2013      | Vanity Fair: Decades       | Mini- serie de televisión. Un episodio: 1960's: "Sixties" |
| 2019-2023 | The Mandalorian            | •Temporada 1, episodio 4: "Capítulo 4: El Santuario" •Temporada 2, episodio 3: "Capítulo 11: La Heredera" •Temporada 3, episodio 6: "Capitulo 22: Pistoleros a sueldo" |
| 2022      | El libro de Boba Fett      | Temporada 1, episodio 5: "Capítulo 5: El retorno del mandaloriano" |

| Año  | Título   | Notas                                          |
| ---- | -------- | ---------------------------------------------- |
| 2011 | Restless | Junto a Ron Howard. Dirigida por Gus Van Sant. |

| Año  | Título    | Notas                      |
| ---- | --------- | -------------------------- |
| 2006 | Orquídeas | Cortometraje- Reel Moments |

## Premios y nominaciones
| Año  | Premio                                       | Categoría | Película                   | Resultado |
| ---- | -------------------------------------------- | --- | -------------------------- | --------- |
| 2005 | Sociedad de Críticos de Cine Online          | Mejor Rendimiento Excepcional | The Village                | Nominada  |
| 2005 | Empire Award UK                              | Mejor Actriz | The Village                | Nominada  |
| 2005 | Empire Award UK                              | Revelación | The Village                | Nominada  |
| 2005 | Fangoria Chainsaw Awards                     | Mejor Actriz | The Village                | Nominada  |
| 2005 | MTV Movie Award                              | Mejor Progreso Femenino | The Village                | Nominada  |
| 2005 | Teen Choice Award                            | Mejor Escena de Miedo | The Village                | Nominada  |
| 2005 | Palm Springs International Film Festival     | Estrella Emergente | The Village                | Ganadora  |
| 2006 | Robert Festival                              | Mejor Actriz | Manderlay                  | Nominada  |
| 2009 | Teen Choice Award                            | Mejor Actriz de Película: Acción Aventura | Terminator Salvation       | Nominada  |
| 2011 | MTV Movie Award                              | Mejor Pelea (compartido con los miembros del elenco Xavier Samuel y Robert Pattinson)                                                                        | The Twilight Saga: Eclipse | Ganadora  |
| 2011 | Teen Choice Awards                           | Villano de película | The Twilight Saga: Eclipse | Nominada  |
| 2011 | Hollywood Film Festival                      | Conjunto del Año (compartido con los miembros del elenco Emma Stone, Viola Davis, Jessica Chastain, Octavia Spencer, entre otros)                            | The Help                   | Ganadora  |
| 2011 | National Board of Review, USA                | Mejor Actuación en conjunto (compartido con los miembros del elenco Emma Stone, Viola Davis, Jessica Chastain, Octavia Spencer, entre otros)                 | The Help                   | Ganadora  |
| 2011 | Phoenix Film Critics Society Awards          | Mejor Actriz en un Papel Secundario | The Help                   | Nominada  |
| 2011 | Satellite Awards (Premio al Logro Especial)  | Mejor Elenco, imagen en movimiento (compartido con los miembros del elenco Emma Stone, Viola Davis, Jessica Chastain, Octavia Spencer, entre otros)          | The Help                   | Ganadora  |
| 2011 | Southeastern Film Critics Association Awards | Mejor Elenco (compartido con los miembros del elenco Emma Stone, Viola Davis, Jessica Chastain, Octavia Spencer, entre otros)                                | The Help                   | Ganadora  |
| 2012 | Black Reel Awards                            | Mejor Elenco (compartido con los miembros del elenco Emma Stone, Viola Davis, Jessica Chastain, Octavia Spencer, entre otros)                                | The Help                   | Ganadora  |
| 2012 | Broadcast Film Critics Association Awards    | Mejor Conjunto de Actuación (compartido con los miembros del elenco Emma Stone, Viola Davis, Jessica Chastain, Octavia Spencer, entre otros)                 | The Help                   | Ganadora  |
| 2012 | Central Ohio Film Critics Association        | Mejor Elenco (compartido con los miembros del elenco Emma Stone, Viola Davis, Jessica Chastain, Octavia Spencer, entre otros)                                | The Help                   | Nominada  |
| 2012 | Image Awards                                 | Mejor Actriz de Reparto en una Película | The Help                   | Nominada  |
| 2012 | MTV Movie Awards                             | Mejor Elenco (compartido con los miembros del elenco Emma Stone, Viola Davis, Jessica Chastain, Octavia Spencer, entre otros)                                | The Help                   | Nominada  |
| 2012 | MTV Movie Awards                             | Mejor Rendimiento Desgarrador | The Help                   | Nominado  |
| 2012 | MTV Movie Awards                             | Mejor On-Screen Dirt Bag | The Help                   | Nominado  |
| 2012 | Screen Actors Guild Awards                   | Mejor interpretación de Reparto en Película (compartido con los miembros del elenco Emma Stone, Viola Davis, Jessica Chastain, Octavia Spencer, entre otros) | The Help                   | Ganadora  |

### Globos de Oro
| Año  | Categoría                                                                     | Película     | Resultado |
| ---- | ----------------------------------------------------------------------------- | ------------ | --------- |
| 2008 | Mejor Actuación Femenina en una Miniserie o Película hecha para la televisión | Como gustéis | Nominada  |